# Martin Meuli
Martin Meuli (* 1955 in Chur) ist ein Schweizer Arzt, Direktor der Chirurgischen Klinik am Kinderspital Zürich sowie ordentlicher Professor an der Universität Zürich. Er gilt als Pionier für Kinder- und Fötalchirurgie.

## Leben
Martin Meuli ist Facharzt für Kinderchirurgie FMH mit Schwerpunkt Neonatale Chirurgie und Fetale Chirurgie sowie Verbrennungschirurgie und Plastische Chirurgie. Zudem ist er Forscher auf dem Gebiet der neonatalen und fetalen Chirurgie ebenso wie auf dem Bereich des sogenannten Tissue Engineering (Züchtung von Haut im Labor). Von 2003 bis Ende Juli 2020 leitete er die Kinderchirurgische Klinik des Universitätskinderspitals Zürich und hat massgeblich dafür gesorgt, dass dieses das in Europa führende Zentrum für Kinderchirurgie wurde.
Nach Abschluss des Medizinstudiums in Zürich 1981 absolvierte er eine Basisausbildung in Anästhesie, Allgemeiner Chirurgie und Urologie (1982–1986). Zwischen 1987 und 1992 Weiterbildung zum Facharzt Kinderchirurgie am Universitätskinderspital Zürich. 1993–1995 Research Fellow am damals weltweit einzigen Zentrum für Fetale Chirurgie, dem Fetal Treatment Center University of California, San Francisco Medical Center. Habilitation an der Universität Zürich (1996) über das Thema fetale Chirurgie bei Spina bifida.
2007 machte er Schlagzeilen mit der ersten Trennung von siamesischen Zwillingen in der Schweiz seit 24 Jahren.
2010 operierte er als einer der weltweit ersten Chirurgen einen Fötus im Mutterleib. Seine ursprüngliche Spezialität sind aber Operationen von Kindern mit schweren Verbrennungen.
Meuli widmet einen bedeutenden Teil seiner Forschungstätigkeit dem Thema fetale Chirurgie bei Spina bifida (Myelomeningocele). Zahlreiche bahnbrechende Publikationen auf diesem Gebiet haben dazu geführt, dass die fetale Chirurgie bei Spina bifida bei menschlichen Patienten klinisch eingeführt wurde. Im Jahr 2010 erstmaliges Durchführen einer fetalen Operation bei Spina bifida (offener Rücken) in der Schweiz. Seither hat Meuli mehr als 30 dieser nur sehr seltenen vorkommenden Operationen erfolgreich durchgeführt und sich damit international als einer der Spitzenchirurgen auf diesem Gebiet profiliert.
Auf dem Gebiet der Verbrennungs- und Plastischen Chirurgie hat Meuli schon vor 20 Jahren die Vision entwickelt, patienteneigene Haut im Labor zur Behandlung von Verbrennungen und anderen Hautproblemen zu züchten. Unter seiner Federführung ist einem Team von Grundlagenwissenschaftlern dieser Durchbruch gelungen. Aktuell werden die ersten Patienten mit dieser neuartigen Methode behandelt.
Meuli hat über 120 wissenschaftliche Arbeiten publiziert.
Er ist Mitglied zahlreicher nationaler und internationaler Fachgesellschaften, zudem breite Tätigkeit als Mitherausgeber bzw. Reviewer bei angesehenen wissenschaftlichen Zeitschriften. Weiter war er Präsident der Schweizerischen Gesellschaft für Kinderchirurgie und ist deren Delegierter bei der World Federation of Associations of Pediatric Surgeons. Schliesslich wirkte er als Co-Direktor des Zentrums für fetale Diagnostik und Therapie des Universitätsspitals und des Kinderspitals Zürich.
Er ist verheiratet mit Claudia Meuli (geb. Simmen), ebenfalls Professorin und Chefärztin der Klinik für Plastische, Wiederherstellungs- und Handchirurgie am Kantonsspital Aarau.